# حدق بوليفي
الحَدَق البُولِيفِيّ  (بالإنجليزية: Solanum exiguum)‏ نوع نباتات من الفصيلة الباذنجانية، يكثر في بوليفيا.